# 28 thermidor
28 messidor 28 fructidor
L'octidi 28 thermidor, officiellement dénommé jour du lupin, est le 328e jour de l'année du calendrier républicain.
C'était généralement le 15e jour du mois d'août dans le calendrier grégorien.